# Haags congres van de Eerste Internationale

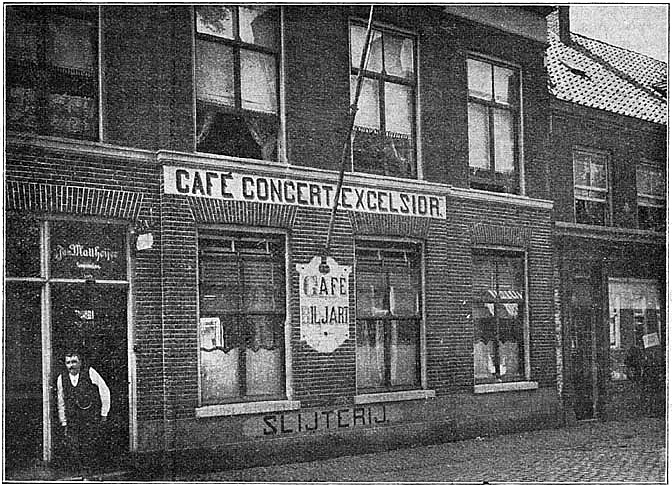
Café Concert Excelsior, Lange Lombardstraat 109, Den Haag, locatie van het Haags congres van de Eerste Internationale in 1872 (foto uit 1904)

Het Congres van Den Haag  was het vijfde congres van de International Workingmen's Association (IWA), dat van 2 tot 7 september 1872 gehouden werd in Den Haag, Nederland.
Het congres is bekend wegens de uitsluiting van anarchist Michail Bakoenin wegens meningsverschillen met Karl Marx en zijn volgelingen, de marxisten, over de rol van politiek binnen het IWA. Hiermee eindigde de alliantie tussen de verschillende socialistische fracties, het anarchisme en het marxisme. Andere voorname personen uit de socialistische beweging onder de zestig deelnemers aan het congres waren Friedrich Engels, Paul Lafargue en Charles Longuet (1839-1903). 